# Tom of Finland (film)
Tom of Finland är en svensk-finsk dramafilm från 2017, regisserad av Dome Karukoski. Filmen är baserad på den verkliga historien om konstnären och gayikonen Tom of Finlands liv och handlar om hur hans teckningar av homosexuella män blir kända världen över och hur det var att leva som homosexuell. Filmen spelades in i Göteborg, Berlin, Finland och Los Angeles.
Filmen hade världspermiär under Göteborgs filmfestival 2017.